# 284 pr. n. št.

## Dogodki
- Rimljani zasedejo vse grška mesta v Italiji razen Tarenta.

## Smrti
- Ptolemaj I. Soter, faraon Egipta (* 367 pr. n. št.)